# Paśnik ziołowy
Paśnik ziołowy, paśnik lucerniak (Plagionotus floralis) – gatunek chrząszcza z rodziny kózkowatych i podrodziny kózkowych (Cerambycinae). Występuje w Palearktyce.

## Taksonomia
Gatunek ten opisany został po raz pierwszy w 1772 roku przez Giovanniego A. Scopoliego pod nazwą Cerambyx arcuatus, jednak w 1758 roku Karol Linneusz opisał inny gatunek pod nazwą Leptura arcuata. Oba gatunki znalazły się w tym samym rodzaju doprowadzając do homonimii. Zgodnie z zasadą pierwszeństwa epitet gatunkowy arcuatus pozostawiono gatunkowi opisanemu przez Linneusza (paśnik pałączasty), natomiast paśnik ziołowy nosi epitet gatunkowy po nazwie Cerambyx floralis nadanej w 1773 roku przez Petera Simona Pallasa.
Étienne Mulsant w 1862 roku ustanowił go gatunkiem typowym nowego rodzaju Echinocerus. W 2005 roku Denis Giermanowicz Kasatkin podzielił rodzaj Plagionotus na podstawie analizy endofallusów na 3 podrodzaje, w tym monotypowy Paraplagionotus, którego gatunkiem typowym ustanowił P. floralis. Zgodnie z zasadą pierwszeństwa nazwa tego podrodzaju została zmieniona na Echinocerus. Status tego taksonu może się różnić w zależności od autorów: np. Gianfranco Sama w 2008 zsynonimizował go z Plagionotus, Hüseyin Özdikmen i współpracownicy traktują go jak podrodzaj, a Michaił Danilewski jako osobny rodzaj, stąd spotkać go można pod różnymi kombinacjami nazw.

## Wygląd

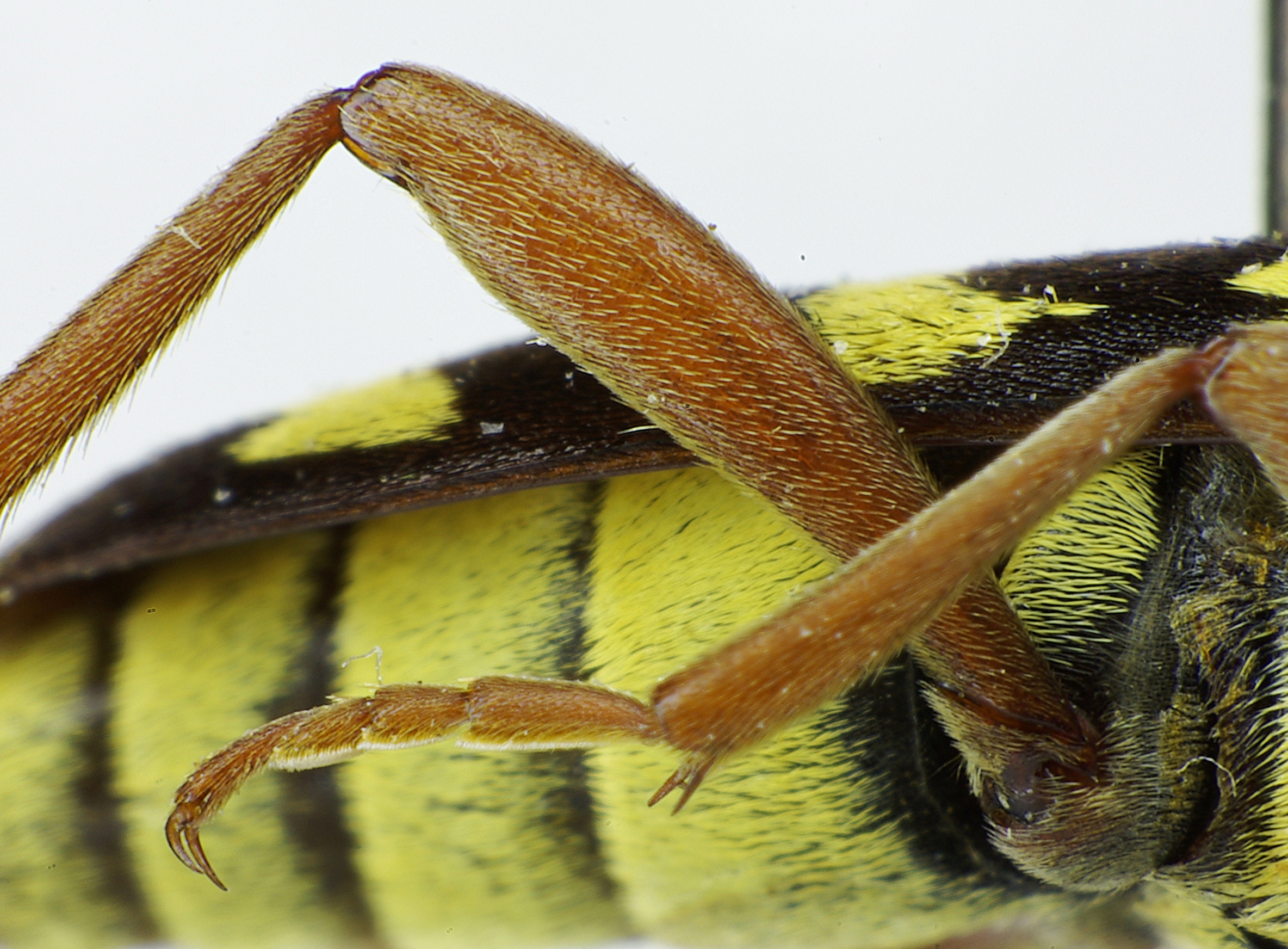
Cecha charakterystyczna: brak odstających włosków na spodzie tylnego uda

Chrząszcz o ciele długości od 6 do 20 mm, ubarwionym czarno z żółtym wzorem oraz czerwonobrązowymi czułkami i odnóżami, często z przyciemnionymi udami. Przedplecze jest kulistawe w zarysie, czarne z dwiema przepaskami żółtego owłosienia: jedną na przednim i jedną na tylnym jego brzegu. W przeciwieństwie do P. scalaris tarczka jest żółto owłosiona. Pokrywy mają na czarnym tle po pięć poprzecznych przepasek, z których pierwsze przybierają formę plam nasadowych, a ostatnie – plam wierzchołkowych. Duże rozmiary pierwszej z przepasek odróżniają ten gatunek od paśników pałączastego i niszczyciela. Druga z przepasek nie dochodzi wzdłuż szwu do okolic tarczki, co odróżnia ten gatunek od P. bobelayei. Wierzchołek pokryw jest zaokrąglony. W przeciwieństwie do paśników: niszczyciela i pałączastego, długie i odstające włoski nie występują na spodniej stronie ud środkowej i tylnej pary.

## Biologia i ekologia

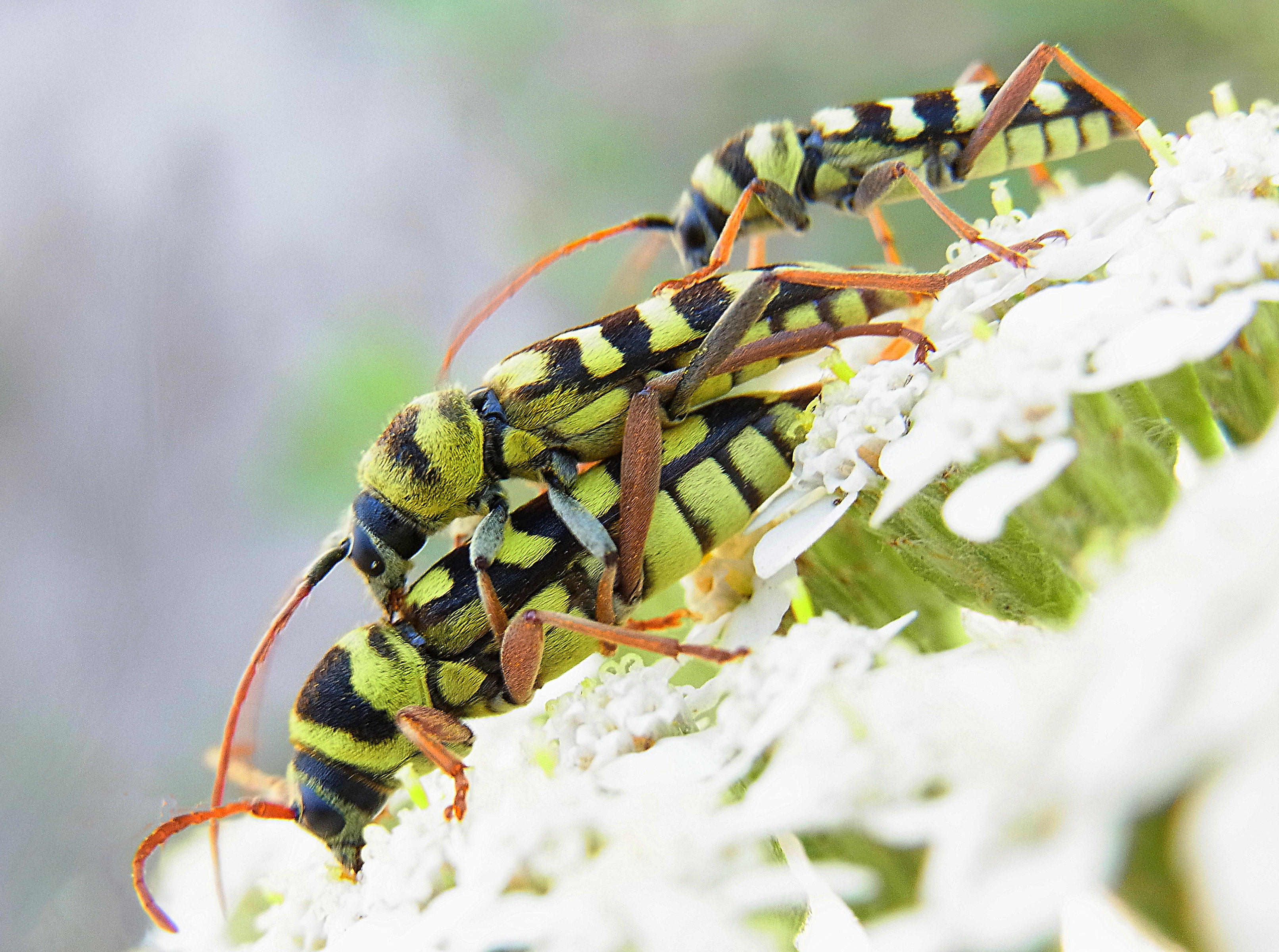
Paśniki ziołowe na kwiatach

Chrząszcz ciepłolubny. Zamieszkuje stepy, lasostepy i otwarte tereny zbliżone do nich charakterem. Na większości zasięgu jego cykl życiowy jest jednoroczny, ale przynajmniej w południowej części Uralu i zachodniej części Syberii wydłuża się do lat dwóch. Owady dorosłe obserwuje się od czerwca do sierpnia. Odwiedzają kwiaty roślin z rodzajów krwawnik, złocień, driakiew, wilczomlecz, rumianek oraz różnych przedstawicieli selerowatych i astrowatych, na których to żerują.
Roślinami żywicielskimi larw są bożodajnie, kamelie, krwawniki, lucerny (w tym lucerna siewna), nostrzyki, sparcety, szarłaty i wilczomlecze (w tym wilczomlecz Seguiera). W Polsce jest to jedyny paśnik nie żerujący na roślinach drzewiastych. Samice składają jaja w okolicy systemów korzeniowych tych roślin. Wyklute larwy wynikają do korzenia. Najpierw żerują pod skórką, a potem zaczynają drążyć w korzeniu chodniki, ostatecznie niemal całkowicie go zjadając i doprowadzając do obumarcia rośliny. Przepoczwarczają się w okresie od maja do czerwca lub lipca.

## Rozprzestrzenienie
Owad palearktyczny o rozsiedleniu europejsko-syberyjskim. Znany jest z Hiszpanii, Francji, Niemiec, Szwajcarii, Austrii, Włoch, Polski, Czech, Słowacji, Węgier, Łotwy, Litwy, Ukrainy, Krymu, europejskiej i azjatyckiej części Rosji, Słowenii, Chorwacji, Bośni i Hercegowiny, Serbii, Albanii, Macedonii Północnej, Grecji, Mołdawii, Rumunii, Bułgarii, europejskiej i azjatyckiej części Turcji, Gruzji, Armenii, Azerbejdżanu, Jordanii, Libanu, Izraela, Kazachstanu, Turkmenistanu, Uzbekistanu, Tadżykistanu, Kirgistanu, Iraku, Iranu i Sinciangu. W Polsce jest bardzo rzadko spotykany. Odnotowano go w Pieninach, Gorcach, na Wyżynie Krakowsko-Częstochowskej i Ponidziu.

## Znaczenie gospodarcze
Owad ten jest notowany jako szkodnik lucerny siewnej. Na niektórych polach w północnej części Bułgarii stwierdzano straty rzędu 17–78%. Atakuje głównie pola użytkowane przez dłuższy czas. Badania w Bułgarii potwierdziły znacznie większą jego liczebność na polach pięcioletnich niż na jednorocznych. W ramach ochrony przed tym gatunkiem zaleca się nieużytkowanie jednego pola dłużej niż trzy lata. Wspomniane badania wykazały również dużą skuteczność ograniczania jego populacji przez fluoryzujące, żółte pułapki tunelowe z komercyjnie dostępną przynętą kwiatową, zamieszczone w terenie na drewnianych kijkach.